# Израиль (Никулицкий)
Епископ Израиль (в миру Иван Евграфович Никулицкий или Микулицкий; 1832, Рязанская губерния — 23 апреля [5 мая] 1894, Вологда) — епископ Русской православной церкви, епископ Вологодский и Тотемский.

## Биография
Родился в 1832 году в семье диакона Рязанской епархии.
Обучался в Рязанской духовной семинарии, в 1852—1856 годы — в Московской духовной академии, которую окончил со степенью кандидата богословия.
1 февраля 1857 года назначен инспектором и учителем Калужского духовного училища, в этом же году 22 декабря (по другим данным 28 декабря) пострижен в монашество с именем Израиль.
2 февраля 1856 года рукоположён во иеромонаха.
2 июля 1858 года назначен смотрителем Пензенского духовного училища, а в 1862 году согласно личному прошению назначен учителем Пензенской духовной семинарии по кафедре всеобщей гражданской истории.
26 апреля 1863 года — инспектор Могилёвской духовной семинарии.
1 мая 1866 года возведён в сан игумена, а 14 апреля 1868 года — в достоинство архимандрита.
16 декабря 1872 года назначен и.д. ректора Витебской духовной семинарии.
2 июня 1879 года избран для рукоположения в сан епископа. 8 июля 1879 года в Казанском соборе в Санкт-Петербурге хиротонисан во епископа Новомиргородского, викария Херсонской епархии.
8 января 1883 года назначен епископом Острожским, викарием Волынской епархии.
25 октября 1883 года назначен епископом Вологодским и Велико-Устюжским. Указом Святейшего Синода от 30 января 1888 года усвоен титул епископа Вологодского и Тотемского.
Был известен своими проповедями, напечатанными в Вологодских, Волынских и Херсонских Епархиальных Ведомостях, а также особенными заботами об увеличении и лучшей постановке церковно-приходских школ, благоустройством духовных семинарии и женских епархиальных училищ.
Скончался скоропостижно в 13:00 23 апреля 1894 года в Вологде на фоне высокой температуры, вызванной острой простудой и сердечной недостаточности. 27 апреля отпевание совершил архиепископ Ярославский и Ростовский Ионафан (Руднев) в сослужении епископа Великоустюжского Варсонофия, викария Вологодской епархии и б. епископа Архангельского и Холмогорского Нафанаила. Захоронен внутри Софийского собора у южной стены.